# Johann Gabriel Bernhard Büschel
Johann Gabriel Bernhard Büschel (* 1758 in Leipzig; † 7. März 1813 ebenda) war ein deutscher Publizist, Dramatiker und Epiker.

## Leben
Büschel hatte Rechtswissenschaften an der Universität Leipzig studiert und promovierte dort 1776 mit der Schrift De matrimonio cum secunda coniuge contracto priore non repudiata. 1799 wurde er Quartiermeister, zuletzt im Grad eines Premierleutnants. 1780 gab er den Band Schauspiele für die teutsche Bühne heraus.
Anonym hatte er Werke mit im damaligen Sprachgebrauch „schlüpfrigen Inhalts“ veröffentlicht mit fingierten Erscheinungsorten wie Jerusalem und Rom. Er schrieb als Prologe bezeichnete Texte zu Christian August von Bertrams Annalen des Theaters (Band 2, 1788) und zu Heinrich August Ottokar Reichardts Theaterkalender auf das Jahr 1790 sowie für 1791 und 1792. Büschel galt als Privatgelehrter.

## Werke
- Schauspiele für die teutsche Bühne. Böhme, Leipzig, 1780 (Digitalisat der BSB).
  - Enthält: Der Graf von Warwick. Trauerspiel in fünf Akten. – Canut. Trauerspiel in drey Akten.  – Theodor und Julie. Trauerspiel in fünf Akten.
- Neue Reisen eines Deutschen nach und in England im Jahre 1783. Ein Pendant zu des Herrn Professor Moriz Reisen. Maurer, Berlin 1784 (Digitalisat der BSB).
- Kanthariden. Tossoni, Rom 1788 [Verlag ist: Himburg, Berlin] (Digitalisat der BSB, anonym).
  - darin: Die neue Messaline. Trauerspiel in einem Akt. Nach dem Französischen. S. 105–136.
- Theodor und Julie. Ein Trauerspiel in fünf Akten. Böhme, Leipzig 1780 (Digitalisat SBB).
- Die keusche Susanna, ein rührendes Drama in Versen und einem Aufzug. Jerusalem, 1783, OCLC 918519431 (anonym, Verfasserschaft nicht abschließend geklärt; möglicherweise Karl Riesbeck)[3].
- Bruchstücke aus dem Gebiete der Philosophie, der Moral und der Politik. Erster Band. J. G. Büschels Wittwe, Leipzig 1789 (Digitalisat der BSB). Enthält drei Essays.
- Ueber die Charlatanerie der Gelehrten seit Menken. Büschel, Leipzig 1791 (Digitalisat der BSB).
- Abdul-Haulit. Eine Geschichte aus dem Innern eines der vornehmsten Harems in Konstantinopel. Büschel, Leipzig 1791 (anonym).
- Die Zöglinge der Natur. Ein Roman worin Menschen handeln. Zwei Bände. Albrecht, Prag und Leipzig 1793–1794.
- Launige Geschichten. Friedrich August Leo, Leipzig 1795 (Digitalisat der UB München). Enthält: Hin ist hin. Der Telegraph. Die vier Hahnreie. Ima. Prinz Didi und Prinzessin Didelette.
- Versuch über die Kunst gut und viel zu schreiben, in vertrauten Briefen eines Vaters an seinen Sohn auf der Universität. Zum Besten angehender Schriftsteller, Recensenten und Buchhändler herausgegeben. Voigt, Jena 1796 (anonym).